# Shell Ridge (Kalifornija)
Shell Ridge je naseljeno područje za statističke svrhe u američkoj saveznoj državi Kalifornija. Prema popisu stanovništva iz 2010. u njemu je živjelo 959 stanovnika.